# Lepteucosma
Lepteucosma is een geslacht van vlinders van de familie bladrollers (Tortricidae), uit de onderfamilie Olethreutinae.

## Soorten
- L. blanda (Kawabe, 1989)
- L. huebneriana Kocak, 1980
- L. oxychrysa Diakonoff, 1971
- L. punjabica Kuznetsov, 1988
- L. siamensis (Kawabe, 1989)